# カール・シュトラウベ
カール・シュトラウベ（Montgomery Rufus Karl Siegfried Straube, 1873年1月6日 ベルリン - 1950年4月27日 ライプツィヒ）は、ドイツのオルガニスト、合唱指揮者。ヘルザ・ヨハンナ（旧姓キュッヘル、1876年 - 1974年）と結婚し、一女エリーザベト（1904年 - 1924年）をもうけた。

## 生涯
シュトラウベは最初の音楽教育を、オルガニストでありハルモニウム製作者の父から受けた。のち独学で学び続け、大学には進学しなかったが、オルガンの名手として有名になり、1897年にヴィーゼルで大聖堂付きオルガニストとしての職を得た。
1903年ライプツィヒの聖トーマス教会のオルガニストに就任。同年ライプツィヒ・バッハ・フェラインの合唱指揮者となる。1907年にはライプツィヒの王立音楽大学でオルガンの講師となり、1908年にはここで教授職を得た。
10年後の1918年にグスタフ・シュレックの跡を継いで聖トーマス教会のカントルに就任。同教会のオルガニスト職はギュンター・ラミンに受け継がれた。1919年に王立音楽大学に教会音楽研究所を設立（1941年から1945年まで活動が休止された後再開、1948年まで続いた）。1920年にシュトラウベはライプツィヒ・バッハ・フェラインの合唱団とゲヴァントハウス合唱団を合併し、これを1932年まで指導した。
1920年の秋にトーマス教会少年合唱団を率いて初の国外演奏旅行を行い、デンマーク、ノルウェーで演奏した。これによって同合唱団が次第に高い国際的声望を得る礎石を置いた。1939年に退職し、聖トーマス教会のカントルはギュンター・ラミンが継いだ。

## カントルとしての活動
シュトラウベは聖トーマス教会の数百年の歴史の中で、自らはもう作曲しなくなった最初のカントルだった。むしろ彼は第一次世界大戦の後、実質的に新しく設立しなおさなければならなかった合唱団の仕事に専念した。彼は、それまでリハーサルに使用していた金曜日を週2回目のモテットに当てるなどして、演奏会の回数を増やした。
シュトラウベは聖トーマス合唱団と共にバッハのカンタータ全曲を研究していき、1931年以降、日曜の礼拝で演奏するようになった。4年に亘ったバッハのカンタータ全曲のラジオ中継放送は、さまざまな障害のために1937年に終了となった。その一部は外国や海外にまで放送されたラジオ中継は、ライプツィヒを越えて合唱団を有名にし、演奏旅行も増えることとなった。シュトラウベは受け継がれてきた後期ロマン派的な様式から次第に離れていき、バロック期の響きを取り戻そうと努め、これはドイツのオルガン運動に強く影響を与えた。
重要なのは、親交があったマックス・レーガーの最初の解釈者であったことである。シュトラウベはレーガーの作曲を積極的に支援し、決定的な影響を与えもした。